# Rhabdomastix (Rhabdomastix) edwardsi
Rhabdomastix (Rhabdomastix) edwardsi is een tweevleugelige uit de familie steltmuggen (Limoniidae). De soort komt voor in het Palearctisch gebied.